# Croix de Soconan

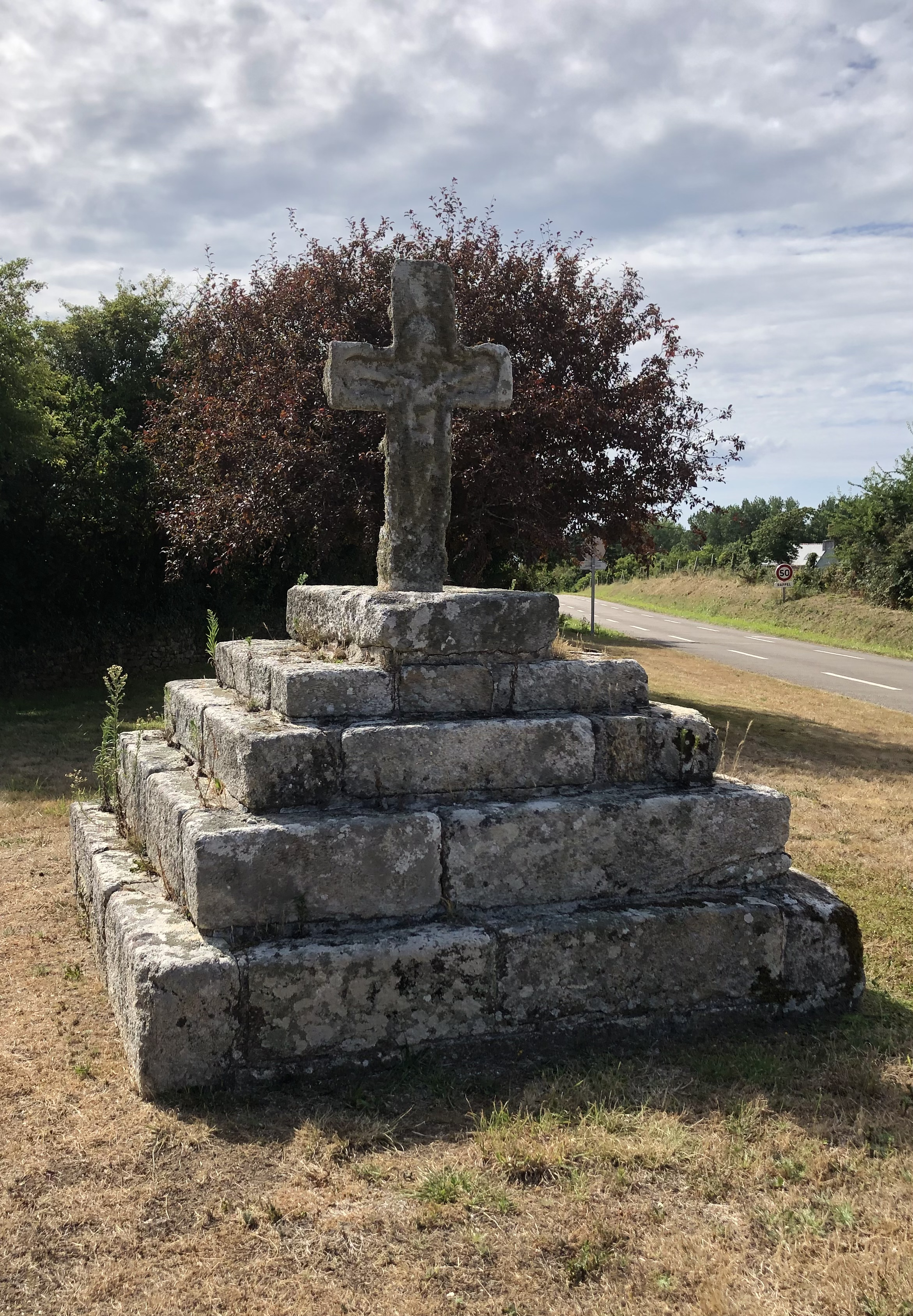
Croix de Soconan, Vorderseite, 2022

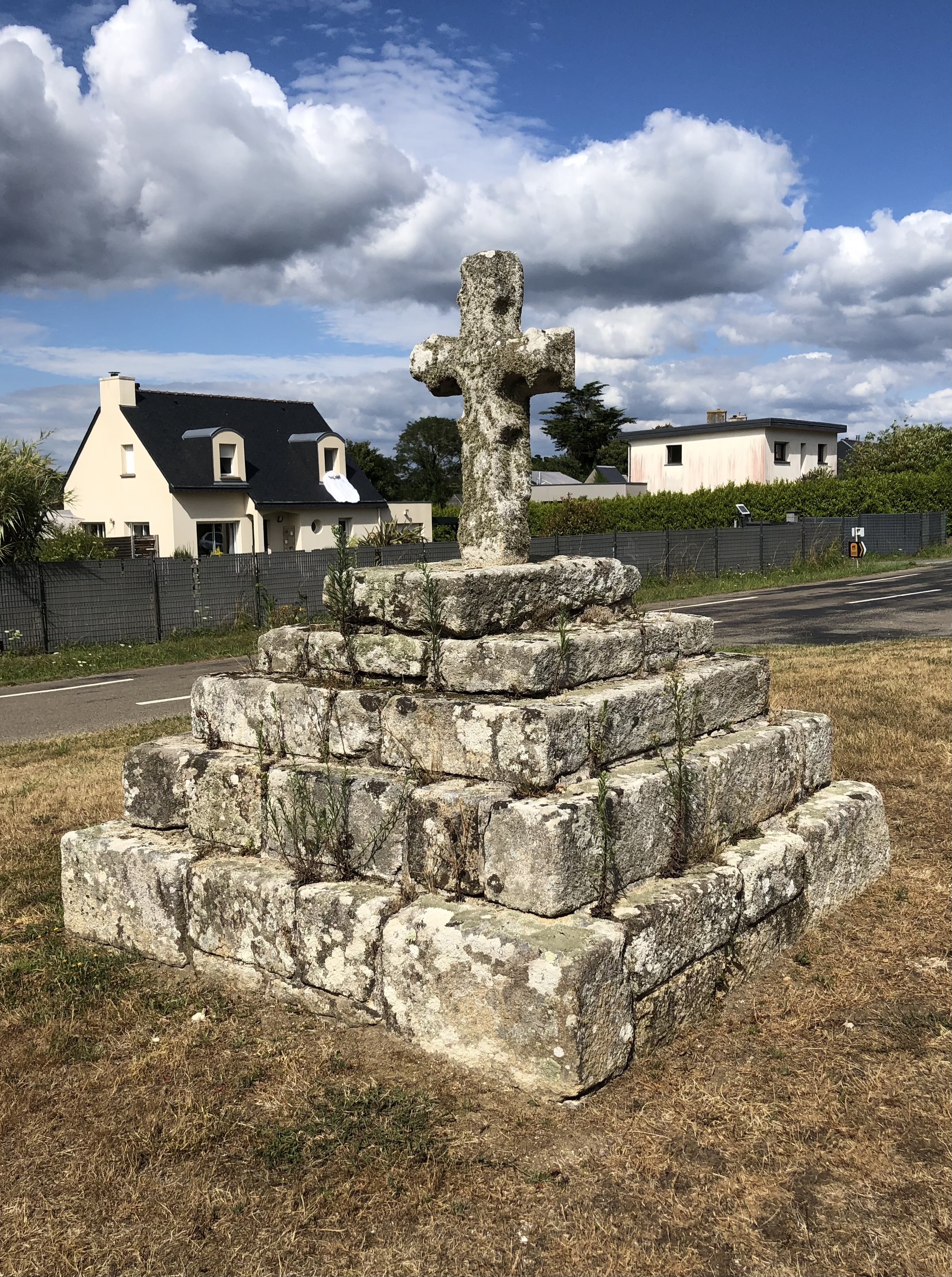
Blick von Südwesten

Das Croix de Soconan ist ein Wegkreuz in der Gemeinde Pouldreuzic in der Bretagne in Frankreich.

## Lage
Das Kreuz befindet sich an einer Weggabelung am westlichen Ortsausgang des Dorfes Mesmeur. Nördlich führt die Straße Rue de Ty Corn entlang, die östlich des Kreuzes auf die von Südwesten kommende Straße Mesmeur trifft.

## Gestaltung und Geschichte
Das aus Granit gefertigte Kreuz stammt aus dem Hochmittelalter und steht auf einem hohen, fünfstufigem Sockel mit quadratischem Grundriss. Insgesamt ist es 2,5 Meter hoch. Das Kreuz ist aus einem Stück gefertigt und mit seiner Vorderseite nach Osten ausgerichtet. Auf der Vorderseite ist schwach als Relief eine Christusfigur erkennbar, auf seiner Rückseite weist es Kleeblattmotive auf.